# ナガバノスミレサイシン
ナガバノスミレサイシン（長葉の菫細辛、学名：Viola bissetii Maxim.）は、スミレ科スミレ属に分類される多年草。
スミレサイシン節 Sect. Vaginatae に属する。

## 特長
無茎の種。高さは5-12cmになる。地下茎は太く、水平に伸長し、節があって節間は短い。葉は少数が束生し、開花後に展開する。葉身はやや質が厚く柔らか、三角状長卵形から三角状披針形で、長さ5-10cm、先は漸尖形、基部は深い心形になり、縁には低い鈍鋸歯がある。葉柄は長さ6-8cmになる。葉の表面は鮮緑色で、表面はほとんど無毛、裏面基部にまばらに毛が生える。基部にある托葉はほとんど離生し、披針形で先端がとがり、株もとに鱗片状につき、膜質で褐色になり、長さ8-12mmになる。果時の葉は長さ15cm、葉柄は長さ18(-25)cmに達する。
花期は3月下旬-5月上旬。完全に展開する前の葉間から花柄を伸ばし花をつける。花柄は長さ5-12cmになる。花は径約2-2.5cmで、淡紫色。芳香はない。花弁は長さ15-18mm、先端は円く、側弁の基部は無毛、花弁5個に紫色の条があるが、とくに唇弁の条が著しい。唇弁の距は短く、長さ4-5mmで、左右から押しつぶされた嚢状になる。萼片は広披針形で、その後部の付属体は浅く2裂する。雄蕊は5個あり、花柱はカマキリの頭形になり、上部の両翼が左右に短く張り出す。果実は卵形状の蒴果で横断面はほぼ三角形、先端はとがり、紫色の斑な模様がある。染色体数は2n=24。

## 分布と生育環境
日本の固有種。本州（福島県以西）、四国、九州の太平洋側の雪の少ない地方に分布し、山地や丘陵の夏緑林の林床や林縁に生育する。いわゆるソハヤキ要素の分布をする植物である。同じスミレサイシン節 Sect. Vaginatae に属するスミレサイシンは主に日本海側に分布して、すみ分けている。
適湿な環境を好み落葉樹下に多く、杉の植林地の下でもよく生育する。

## 名前の由来
和名ナガバノスミレサイシンは、「長葉の菫細辛」の意。
種小名（種形容語）bissetii は、イギリス人の採集家、James Bisset (1841-1911) への献名。

## 分類
スミレサイシン節 Sect. Vaginatae には、本種の他、ヒメスミレサイシン V. yazawana、シコクスミレ V. shikokiana、アケボノスミレ V. rossii、スミレサイシン V. vaginata が属する。同節のうち、ヒメスミレサイシシンとシコクスミレは花が白色、アケボノスミレは花が赤紫色で、葉は花後に展開する。本種とスミレサイシシンは花の色は淡紫色で、葉は花期には完全に展開し、本種の葉は披針形で、スミレサイシンの葉は心形になる。

## ギャラリー

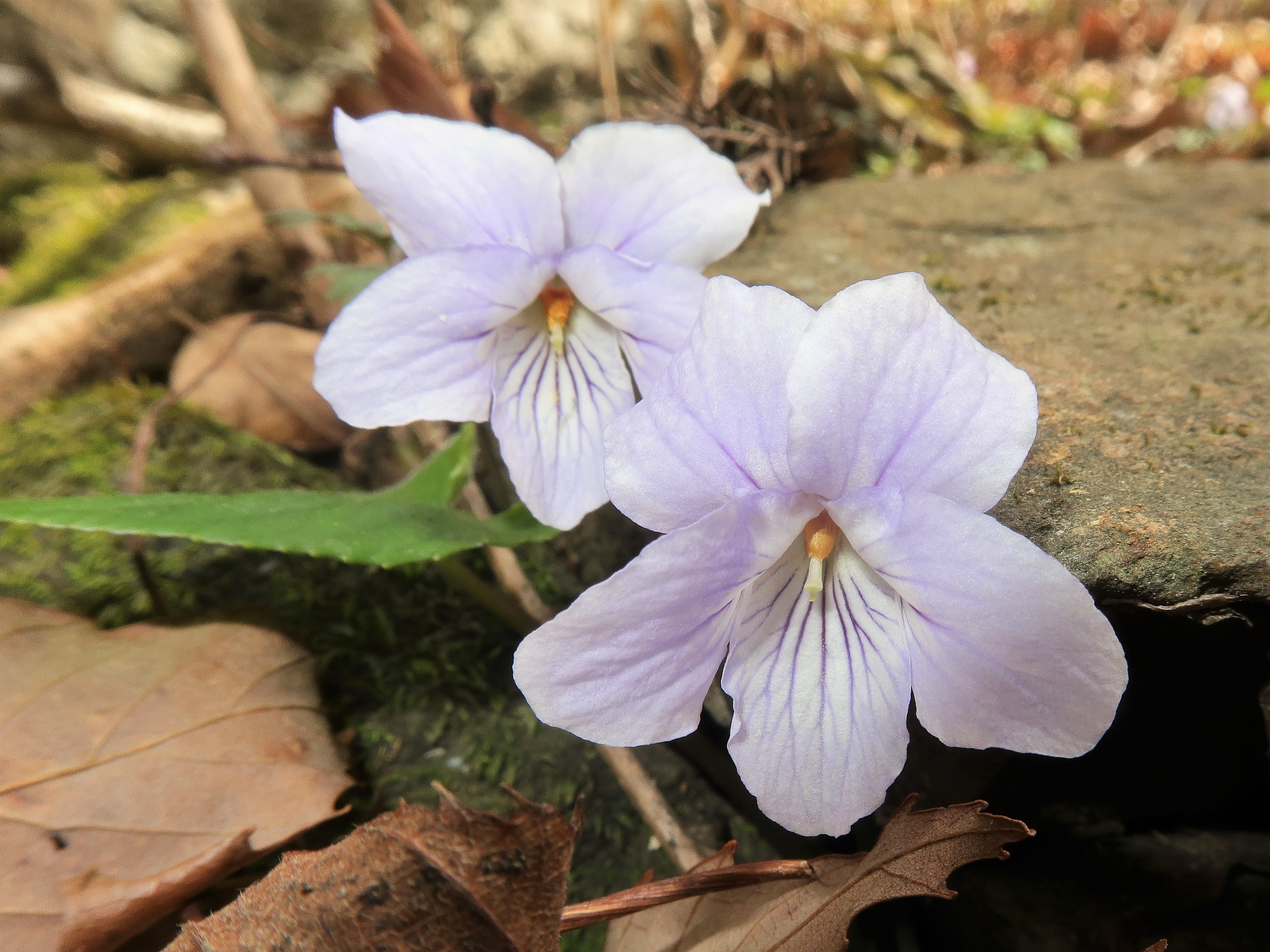
花は淡紫色。花弁の先端は円く、側弁の基部は無毛、花弁5個に紫色の条があるが、とくに唇弁の条が著しい。
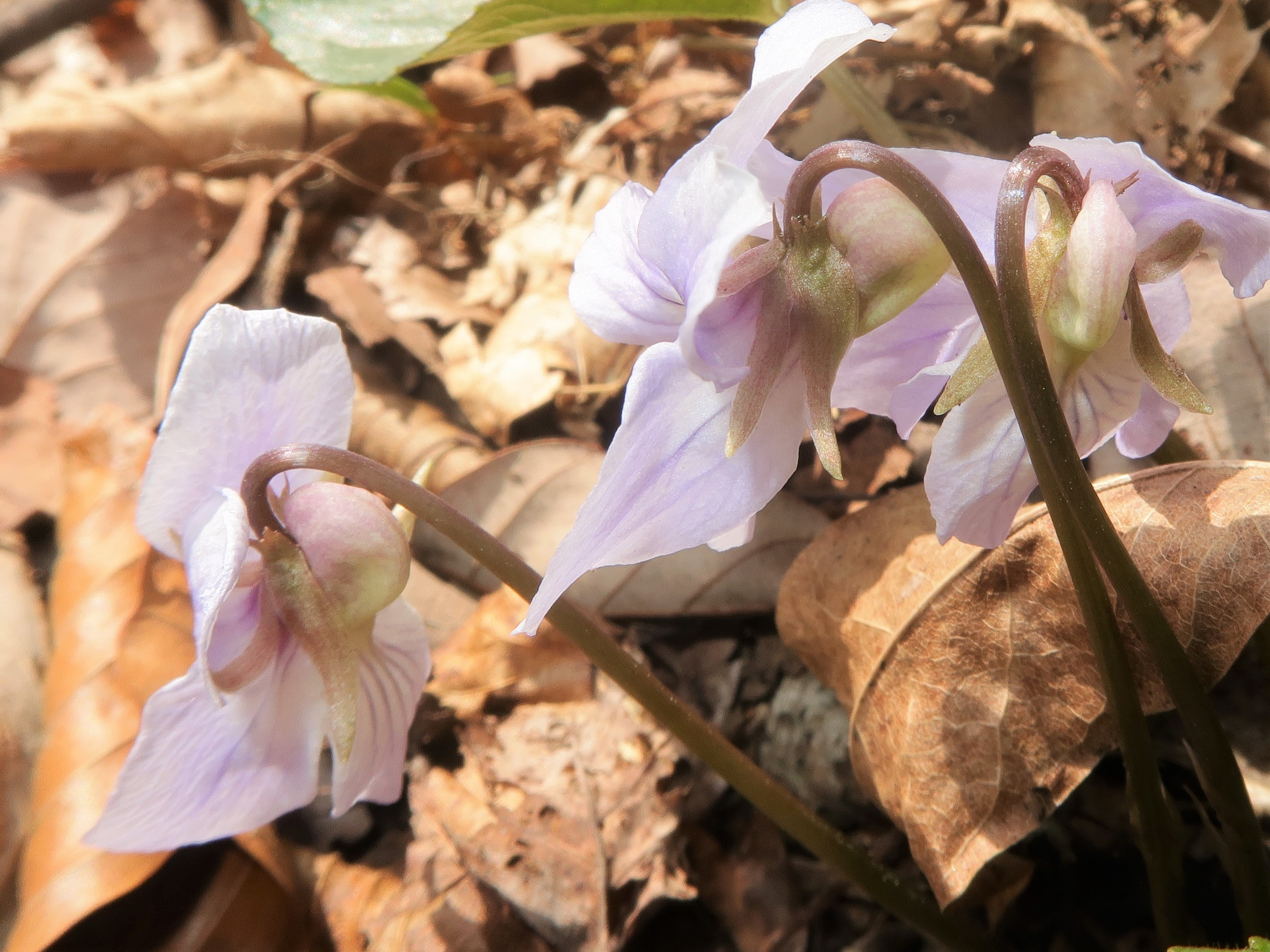
唇弁の距は短く、左右から押しつぶされた嚢状になる。萼片は広披針形で、その後部の付属体は浅く2裂する。
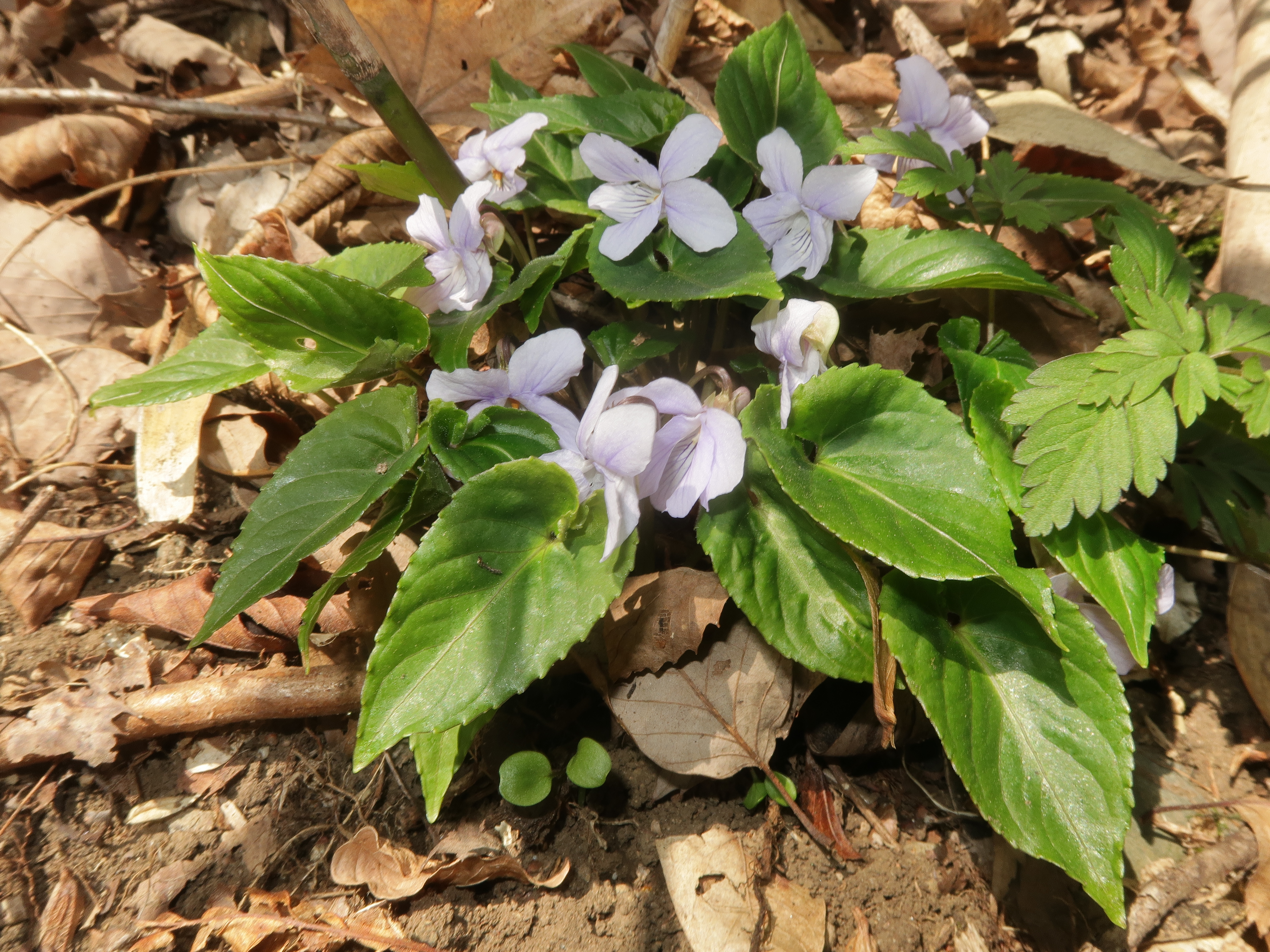
花時の葉。葉は完全に展開する直前。
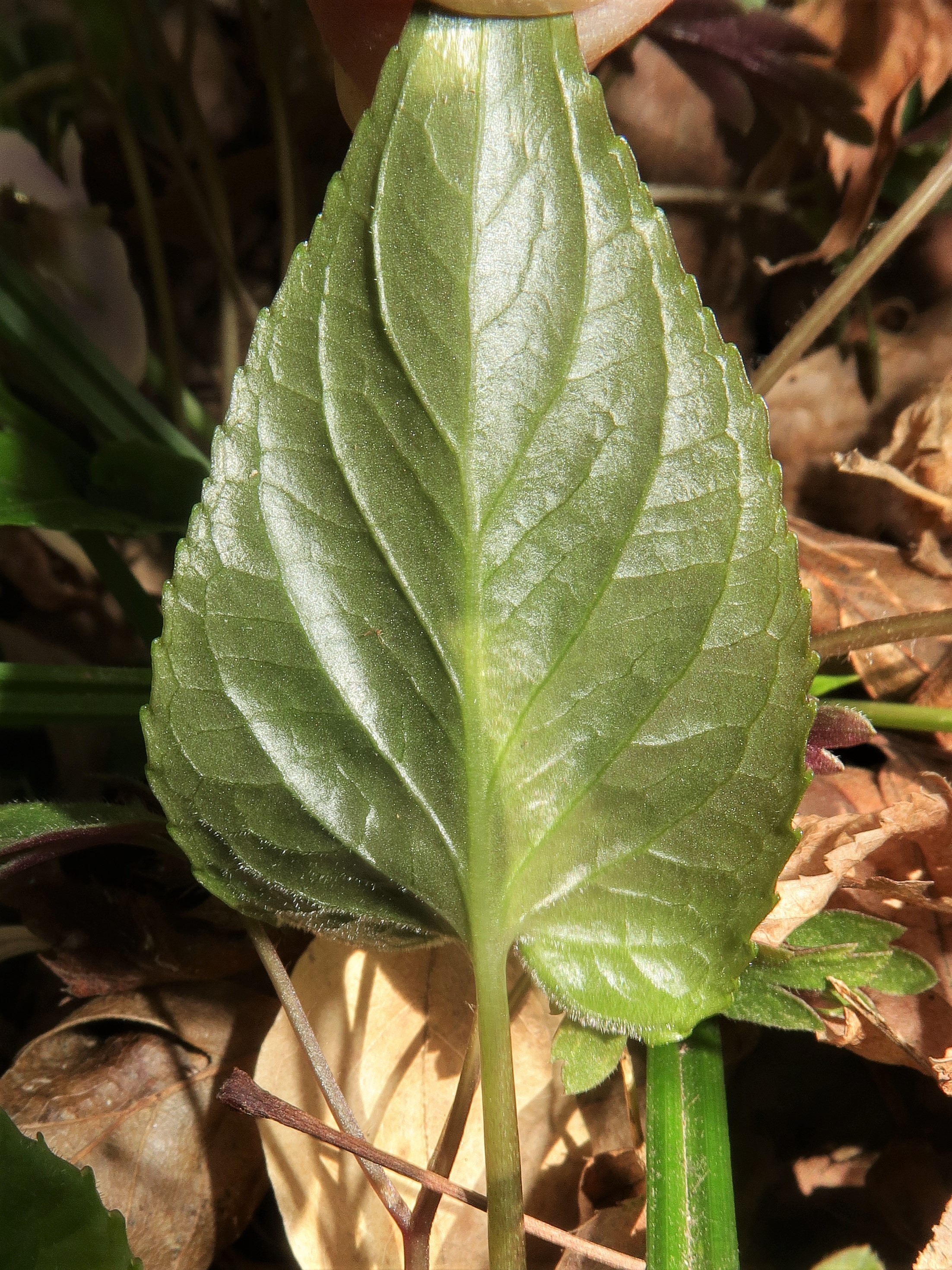
葉の裏面。裏面基部にまばらに毛が生える。
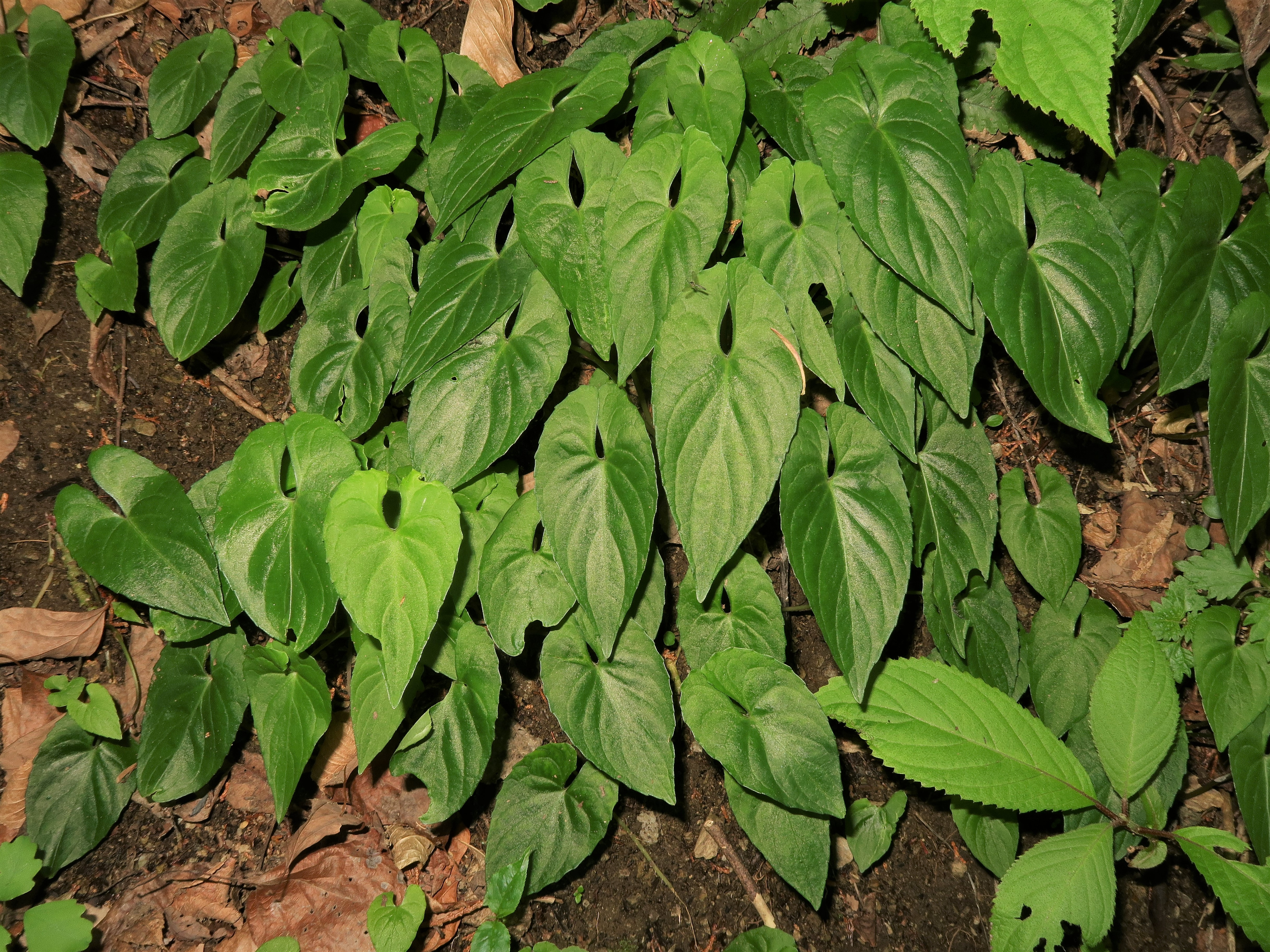
花後の葉。花時より大きくなる。
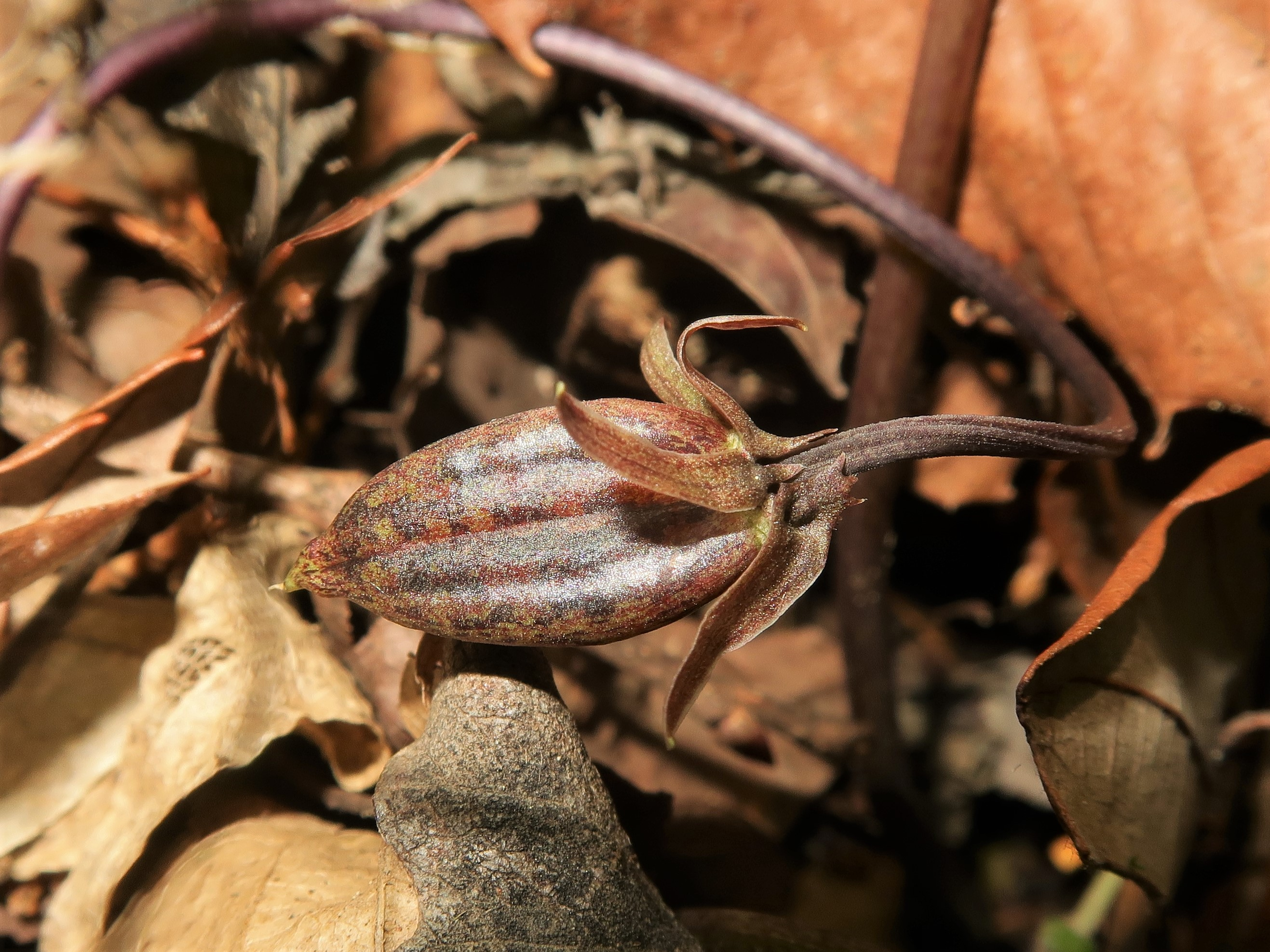
果実は卵形状の蒴果で、先端はとがり、紫色の斑な模様がある。

## 下位分類
- シロバナナガバノスミレサイシン Viola bissetii Maxim. f. albiflora Nakai ex F.Maek.[13] - 白花品種[8]。
- フイリナガバノスミレサイシン Viola bissetii Maxim. var. kiusiana Terao[14] - 四国と九州の高所に分布し、葉の表面の葉脈に沿って白い斑が入り、裏面が紫色をおびるものを変種（または品種 f. variegate Nakai[15] ）として分類している[8]。

## 交雑種
- ナガバノアケボノスミレ Viola bissetii Maxim. × V. rossii Hemsl. - ナガバノスミレサイシン×アケボノスミレ[16]